# Cesare Rossi (aviron)
Cesare Rossi, né le 10 novembre 1904 et mort le 11 novembre 1952, est un rameur d'aviron italien.

## Palmarès

### Jeux olympiques
- Amsterdam 1928
  -  Médaille de bronze en quatre sans barreur[1].

### Championnats d'Europe
- Championnats d'Europe d'aviron 1929 à Bydgoszcz
  -  Médaille d'or en quatre sans barreur.